# Ліві в Європейському парламенті
Ліві в Європейському парламенті — ЄОЛ/ЛЗП (англ. The Left in the European Parliament — GUE/NGL) — ліва політична група в Європарламенті, представники якої належать до різних комуністичних, лівосоціалістичних і екологічних партій Європи. До січня 2021 року мала назву «Європейські об'єднані ліві/Ліво-зелені Півночі» (англ. European United Left/Nordic Green Left, GUE/NGL). Станом на 2019 рік чисельність групи в Європарламенті становить 38 депутати із 705.

## Історія
Групу створено 1989 року, коли вирішили об'єднати зусилля члени чотирьох європейських політичних сил: Італійська комуністична партія, коаліція Об'єднані ліві (Іспанія), Соціалістична народна партія (Данія) та коаліція «Сінаспізмос» (Греція). Назву («Європейські об'єднані ліві») отримала 1992 року, а сучасну назву отримала в середині 1990-х після приєднання до групи шведських і фінських лівих партій (які пропагують екосоціалізм і фемінізм).